# Ersa (astronomia)
Ersa è un satellite naturale irregolare del pianeta Giove. È stato scoperto da una squadra di astronomi nel 2018 sulla base di osservazioni compiute tra il 25 marzo 2017 e il 15 giugno 2018. Inizialmente designato alla scoperta come S/2018 J 1, nel settembre 2018 ha ricevuto l'ordinale Giove LXXI, per poi ricevere la denominazione definitiva nell'agosto 2019 .
Il satellite è dedicato all'omonima figura della mitologia greca, personificazione della rugiada.